# Déchet de démolition
Pour un article plus général, voir Déchets du BTP.
 (septembre 2024).

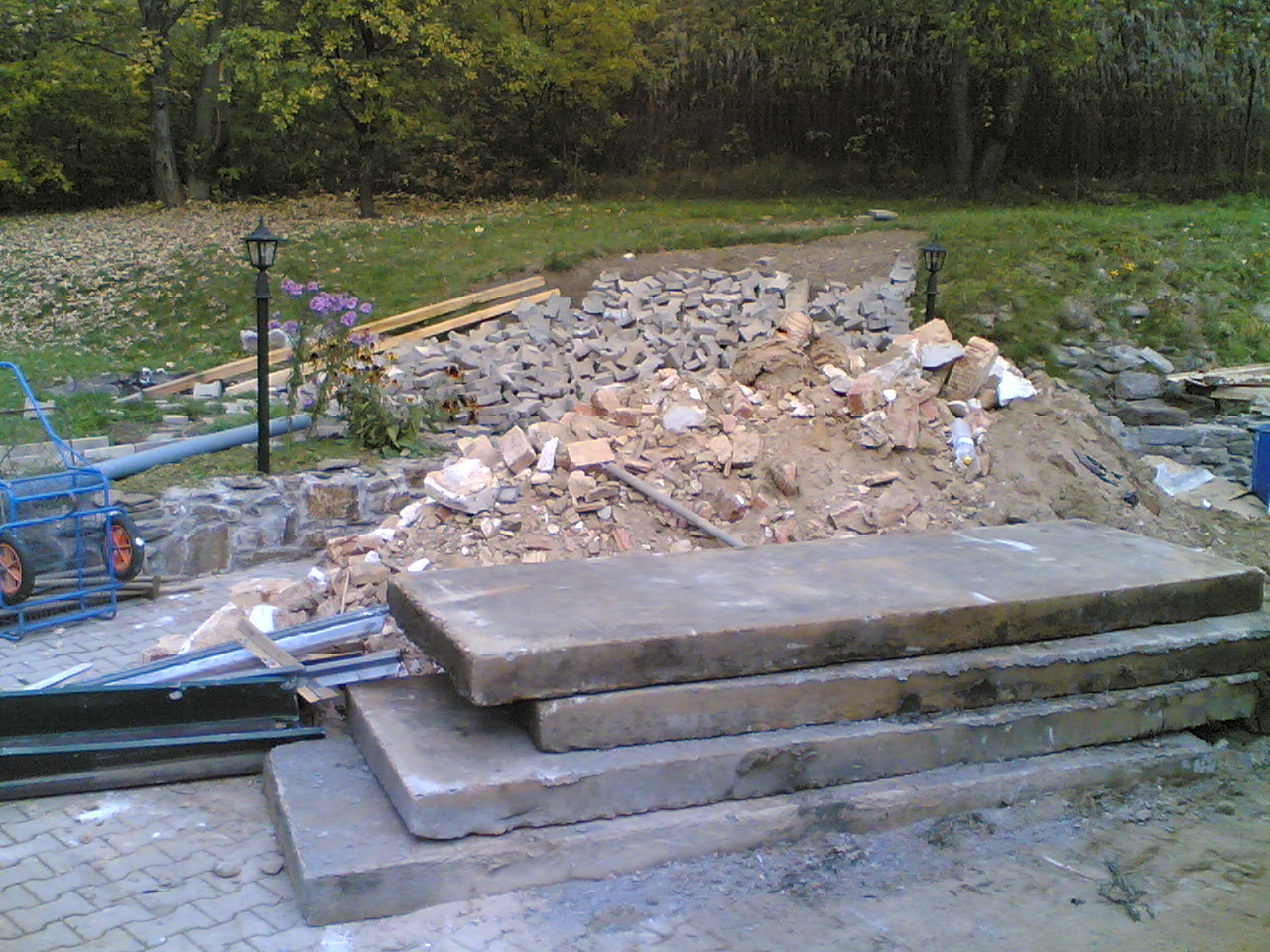
Déchets de démolition

Les déchets de démolition sont des déchets provenant de la démolition de bâtiments, de routes, de ponts ou d'autres structures. Les débris varient en composition, mais les principaux composants, en poids (aux États-Unis) comprennent le béton, les produits en bois, les bardeaux d'asphalte, les blocs et les briques, l'acier et les cloisons sèches. Il existe un potentiel de recyclage de nombreux éléments des déchets de démolition.

## Composition

### Aux États-Unis
En 2014, 505,1 millions de tonnes de débris de démolition ont été générées aux États-Unis, dont 353,6 millions de tonnes de béton, 76,6 millions de tonnes de béton bitumineux, 35,8 millions de tonnes de produit bois, 12,7 millions de tonnes de bardeaux d'asphalte, 11,8 millions de tonnes de briques et tuiles d'argile, 10,3 millions tonnes de cloisons sèches et de plâtre, et 4,3 millions de tonnes d'acier.

## Disposition

### Généralités
Avant l'extraction des débris de démolition, la contamination par le plomb, l'amiante ou différentes matières dangereuses doit être résolue. Les matières dangereuses doivent être éliminées séparément, conformément aux réglementations[Lesquelles ?]. 
Après l'élimination des déchets dangereux, les débris de démolition sont alors des déchets inertes. Ils peuvent être éliminés dans les décharges de débris de construction et de démolition ou dans les décharges municipales de déchets solides, conformément aux réglementations locales. En variante, les débris peuvent également être triés et recyclés. Le tri peut avoir lieu sous forme de déconstruction sur le site de démolition, hors site dans un lieu de tri ou dans un centre de recyclage de construction et démolition. Une fois triés, les matériaux sont gérés séparément et recyclés en conséquence.

### En France
En France, une installation de stockage de déchets inertes (ISDI) (ex- « décharge de classe 3 ») est une installation classée pour la protection de l'environnement (ICPE) qui réceptionne des déchets inertes en vue de les éliminer par enfouissement ou comblement sur site.

## Recyclage

### Béton et brique
Le béton et la brique peuvent être recyclés en les écrasant en gravats. Une fois triés, criblés et les contaminants éliminés, le béton ou la brique récupérés peuvent être utilisés dans les agrégats du béton, des remblais, la base de route ou l'enrochement. Les concasseurs mobiles de béton permettent également le recyclage du béton sur place.

### Bois
Le bois peut être réutilisé, recyclé ou brûlé comme bioénergie. Bois réutilisé pour éliminer le besoin de bois neuf pleine grandeur s'il est utilisé pour des éléments de construction plus petits Le bois réutilisé ou recyclé peut être utilisé dans les allées, les revêtements, les paillis, le compost, la litière pour animaux ou les panneaux de particules. L'utilisation de bois recyclé comme matière première bioénergie est avantageuse car il a une teneur en eau inférieure, environ 20 % d'eau, par rapport au bois vierge, environ 60 % d'eau.

### Cloison sèche
Les cloisons sèches sont principalement constituées de plaques de plâtre. Une fois que le gypse est débarrassé du carton, il peut être ajouté à la production de ciment, comme amendement du sol, utilisé dans le compostage aéré ou recyclé dans de nouvelles cloisons sèches. Le recyclage du gypse peut être particulièrement bénéfique car dans les conditions d'enfouissement, le gypse libère du sulfure d'hydrogène, un gaz toxique.

### Asphalte
L'asphalte, à partir de bardeaux ou de béton bitumineux, est généralement recyclé et utilisé dans les chaussées.

### Métaux
La ferraille est une industrie établie axée sur la collecte, l'achat, la vente et le recyclage des matériaux récupérés.